# Kennzeichenabkommen
Das Kennzeichenabkommen (offiziell Multilaterales Garantieabkommen zwischen den nationalen Versicherungsbüros) vereinfachte den internationalen Kraftfahrzeugverkehr in Europa. Seit Inkrafttreten des Abkommens kann bei Fahrten in die Unterzeichnerländer auf eine Internationale Versicherungskarte für Kraftverkehr („Grüne Karte“) verzichtet werden. Als Nachweis für eine gültige Kfz-Haftpflichtversicherung gilt das Autokennzeichen des Herkunftslandes. Das Abkommen basiert auf der Ersten Kfz-Richtlinie (Richtlinie 72/166/EWG) aus dem Jahr 1972. Es wurde am 15. März 1991 unterzeichnet und gilt für Unfallschäden, die nach dem 1. Juni 1991 entstanden. Die Grundsätze des Abkommens gelten in der Geschäftsordnung des Rates der Büros (Internal Regulations of the Council of Bureaux) von 2003 weiter, die auf dem Übereinkommen zwischen den nationalen Versicherungsbüros der Mitgliedstaaten des Europäischen Wirtschaftsraums und anderen assoziierten Staaten beruht.

## Mitglieder
Unterzeichnerstaaten sind:
- Alle Staaten des Europäischen Wirtschaftsraums (EWR) und der Europäischen Freihandelsassoziation (EFTA)
- Andorra
- Bosnien und Herzegowina[3]
- Serbien[4]
- Montenegro[5]
- Vereinigtes Königreich[6]

Versicherer empfehlen, trotz des Abkommens, die internationale Versicherungskarte mitzuführen, um die Formalitäten bei einem Unfall einfacher regeln zu können.

## Besonderheiten
In Italien wird die internationale Versicherungskarte nach einem Unfall oftmals verlangt, obwohl das Kennzeichenabkommen greift.